# 염종석
염종석(廉鍾錫, 1973년 3월 20일 ~ )은 전 KBO 리그 롯데 자이언츠의 투수이자, 현 동의과학대학교 야구부의 감독이다.
역대 롯데 자이언츠 최초이자, 유일한 신인왕이다.

## 선수 시절

### 롯데 자이언츠시절
부산고를 졸업하고 1992년에 입단했다. 입단 첫 해였던 1992년 17승(15선발승으로 그 해 선발 최다승 3위(장호연과 공동)이자 역대 순수 신인 선발 최다승 공동 2위) 9패, 6세이브의 뛰어난 성적을 올려 신인왕과 투수 골든 글러브를 차지했고, 2점대 평균자책점으로 평균자책점 부문 1위에도 올랐으며 그 해 롯데 자이언츠를 우승으로 이끌었다.
특히 1992년 포스트시즌에서 2완봉승을 거두었는데 이는 역대 KBO 단일 포스트시즌 완봉승 기록으로 남아 있다.
그러나 당시 무리한 경기 출장으로 어깨 수술을 수차례 받은 이후 성적이 조금씩 하락했다.
2007년 시즌에는 선발 투수로 줄곧 등판했지만, 성적이 저조하여 2군으로 강등됐다. 다음 해인 2008년에 FA 자격을 얻은 후 롯데 자이언츠에 잔류하여 주로 중간계투 및 마무리 투수로 등판했다.

## 야구선수 은퇴 후
2008년 시즌 후 갑작스러운 방출 통보로 다른 구단으로의 이적까지 고민했지만, 현역에서 은퇴하고 이듬해 일본으로 건너가 지바 롯데 마린스 2군으로 코치 연수를 떠났다. 은퇴식은 2009년 4월 5일 사직 홈 개막전에서 치러졌다. 지바 롯데 마린스에서 코치 연수를 받는 중에는 인터넷 언론사 '스포츠칸'을 통해 '야구야큐'라는 칼럼을 연재했다.
일본 연수를 끝내고 귀국해 롯데 자이언츠의 재활코치로 지도자 생활을 시작했으나, 2015년 시즌 후 사임했다.
2016년 2월 22일 SPOTV의 KBO 전지훈련 중 연습경기의 중계 방송을 통해 해설가로 데뷔했으며, 2016년에 SPOTV의 야구 해설 위원으로 1년간 활동했다.
2020년 5월에 동의과학대학교 야구부의 창단 감독으로 선임됐다. 같은 해 MBC경남의 라디오 야구 중계 해설위원으로 영입되어 2022년을 마지막으로 MBC경남의 라디오 야구 중계가 폐지될 때까지 해설위원으로 나섰고, 2024년에는 박정태와 함께 부산문화방송의 라디오 야구 중계 해설위원으로 영입됐다.

## 별명
- 슬라이더를 잘 던져 '염슬라'라고 불린다.

## 에피소드
- 신인 시절이었던 1992년 한국시리즈 4차전 당시 스피드 건에 그의 투구 속도가 세계 신기록인 169km/h로 기록됐다. 이후 당시의 스피드건이 오작동했다는 사실이 밝혀졌다. 2015년 현재까지 투수의 투구 최대 시속 기록으로는 미국 메이저리그 아롤디스 채프먼의 171km/h이다.[6]

## 출신 학교
- 부산중앙초등학교
- 초량중학교
- 부산고등학교

## 통산 기록
| 연 도           | 소 속           | 나 이           | 승 리 | 패 전 | 승 률 | 평 자 책 | 출 장 | 선 발 | 완 투 | 완 봉 | 세 이 브 | 홀 드 | 이 닝  | 피 안 타 | 피 홈 런 | 볼 넷 | 고 4 | 탈 삼 진 | 몸 맞 | 보 크 | 폭 투 | 실 점 | 자 책 | 타 자 수 | W H I P |
| --------------- | --------------- | --------------- | ----- | ----- | ----- | -------- | ----- | ----- | ----- | ----- | -------- | ----- | ------ | -------- | -------- | ----- | ---- | -------- | ----- | ----- | ----- | ----- | ----- | -------- | ------- |
| 1992            | 롯데            | 20              | 17    | 9     | .654  | 2.33     | 35    | 22    | 13    | 2     | 6        | 0     | 204.2  | 171      | 6        | 35    | 2    | 127      | 8     | 1     | 7     | 68    | 53    | 804      | 1.01    |
| 1993            | 롯데            | 21              | 10    | 10    | .500  | 3.41     | 33    | 22    | 7     | 2     | 7        | 0     | 158.1  | 171      | 6        | 31    | 2    | 89       | 5     | 0     | 1     | 68    | 60    | 656      | 1.28    |
| 1994            | 롯데            | 22              | 4     | 8     | .333  | 3.69     | 14    | 13    | 3     | 1     | 0        | 0     | 102.1  | 112      | 4        | 22    | 2    | 42       | 3     | 0     | 8     | 46    | 42    | 428      | 1.31    |
| 1995            | 롯데            | 23              | 7     | 7     | .500  | 2.98     | 18    | 18    | 3     | 1     | 0        | 0     | 127.0  | 121      | 7        | 32    | 1    | 56       | 3     | 0     | 1     | 48    | 42    | 512      | 1.21    |
| 1997            | 롯데            | 25              | 6     | 9     | .400  | 3.84     | 23    | 23    | 1     | 0     | 0        | 0     | 133.2  | 126      | 15       | 47    | 4    | 71       | 8     | 0     | 4     | 65    | 57    | 572      | 1.29    |
| 1998            | 롯데            | 26              | 7     | 15    | .318  | 3.90     | 27    | 27    | 4     | 0     | 0        | 0     | 163.2  | 152      | 8        | 50    | 5    | 108      | 11    | 1     | 10    | 78    | 71    | 690      | 1.23    |
| 1999            | 롯데            | 27              | 5     | 5     | .500  | 3.31     | 18    | 16    | 0     | 0     | 0        | 0     | 87.0   | 79       | 7        | 27    | 1    | 49       | 2     | 0     | 1     | 35    | 32    | 356      | 1.22    |
| 2000            | 롯데            | 28              | 0     | 0     | ----  | 4.66     | 6     | 0     | 0     | 0     | 1        | 0     | 9.2    | 15       | 2        | 3     | 0    | 8        | 0     | 0     | 0     | 5     | 5     | 44       | 1.86    |
| 2001            | 롯데            | 29              | 6     | 9     | .400  | 3.94     | 24    | 16    | 0     | 0     | 0        | 0     | 89.0   | 88       | 8        | 30    | 1    | 52       | 3     | 0     | 6     | 42    | 39    | 383      | 1.33    |
| 2002            | 롯데            | 30              | 8     | 14    | .364  | 4.36     | 31    | 30    | 0     | 0     | 0        | 0     | 159.0  | 180      | 15       | 36    | 1    | 108      | 15    | 0     | 2     | 93    | 77    | 690      | 1.36    |
| 2003            | 롯데            | 31              | 7     | 14    | .333  | 5.17     | 24    | 24    | 0     | 0     | 0        | 0     | 123.2  | 132      | 21       | 47    | 0    | 85       | 11    | 1     | 4     | 74    | 71    | 539      | 1.45    |
| 2004            | 롯데            | 32              | 3     | 6     | .333  | 4.59     | 21    | 21    | 0     | 0     | 0        | 0     | 102.0  | 113      | 10       | 30    | 2    | 55       | 5     | 0     | 5     | 58    | 52    | 445      | 1.40    |
| 2005            | 롯데            | 33              | 3     | 9     | .250  | 3.77     | 22    | 20    | 0     | 0     | 0        | 0     | 107.1  | 104      | 4        | 23    | 2    | 58       | 17    | 0     | 2     | 50    | 45    | 457      | 1.18    |
| 2006            | 롯데            | 34              | 6     | 9     | .400  | 3.72     | 25    | 25    | 0     | 0     | 0        | 0     | 128.1  | 146      | 7        | 31    | 0    | 62       | 5     | 0     | 2     | 62    | 53    | 547      | 1.38    |
| 2007            | 롯데            | 35              | 4     | 8     | .333  | 4.94     | 14    | 14    | 0     | 0     | 0        | 0     | 71.0   | 81       | 4        | 24    | 2    | 30       | 2     | 1     | 3     | 43    | 39    | 314      | 1.48    |
| 2008            | 롯데            | 36              | 0     | 1     | .000  | 3.65     | 21    | 0     | 0     | 0     | 0        | 3     | 24.2   | 28       | 1        | 8     | 3    | 16       | 2     | 0     | 0     | 11    | 10    | 110      | 1.46    |
| KBO 통산 : 16년 | KBO 통산 : 16년 | KBO 통산 : 16년 | 93    | 133   | .412  | 3.76     | 356   | 291   | 31    | 6     | 14       | 3     | 1791.1 | 1819     | 125      | 476   | 28   | 1016     | 100   | 4     | 56    | 846   | 748   | 7547     | 1.28    |

- 시즌 기록 중 굵은 글씨는 해당 시즌 최고 기록

## 참조
1. ↑  이영만 강호식 (1992년 9월 26일). “廉(염)종석 큰별로 뜨다”. 경향신문. 2018년 10월 5일에 확인함.
2. ↑  김종훈 (1992년 10월 3일). “廉(염)종석「虎打(호타)」잠재웠다”. 경향신문. 2018년 10월 5일에 확인함.
3. ↑  염종석의 야구야큐 - <1>‘김치 파워’ 비결은 웨이트 트레이닝, 《스포츠칸》 2009년 4월 13일
4. ↑  염종석 코치, 23년 만에 롯데 떠난다 - OSEN
5. ↑  “김태형 감독 가을야구 이끌 적임자…롯데 열심히 응원” - 국제신문
6. ↑  지승훈 (2015년 12월 30일). “양키스, 채프먼 영입으로 최강 불펜 트리오 완성”. 마이데일리. 2017년 11월 2일에 확인함.